# Sint Maarten
Sint Maarten là một trong bốn quốc gia cấu thành của Vương quốc Hà Lan. Trước ngày 10 tháng 10 năm 2010, Sint Maarten được gọi là Lãnh thổ Đảo Sint Maarten (tiếng Hà Lan: Eilandgebied Sint Maarten) và là một trong năm lãnh thổ đảo (Eilandgebieden) của Antille thuộc Hà Lan. Nó bao gồm nửa phía nam của đảo Saint Martin. Theo điều tra dân số Antille thuộc Hà Lan năm 2001, dân số của Eilandgebied là 30.594 người. Dân số ước lượng chính thức vào ngày 1 tháng 1 năm 2009 là 50.300, tức mật độ dân số là 1.965 người/km². Các ngôn ngữ chính thức là tiếng Hà Lan và tiếng Anh. Một thổ ngữ giống tiếng Anh cũng được sử dụng.
Sint Maarten giáp với cộng đồng hải ngoại Saint-Martin thuộc Pháp, nó chiếm nửa đảo phía bắc.